# Ільталь Роберт Іванович
Ро́берт Іва́нович Ільта́ль (нар. ? — пом. ?) — військовик, прапорщик.

## Життєпис

### Родина
Народився в лютеранській міщанській сім'ї.

### Освіта
Успішно закінчив чоловічу гімназію у місті Златопіль (випуск 1906 року, атестат № 625).

### Військова діяльність
17 листопада 1913 року, унтер-офіцер 95-го піхотного Красноярського полку звільняється в запас армії, отримуючи звання прапорщик запасу армійської піхоти по  Юріївському повіту  Ліфляндської губернії.
З вибухом  Першої світової війни мобілізується в прапорщики армійської піхоти та зараховується в управління Ризького етапного коменданта.
Як прапорщик управління Ризького етапного коменданта та штабу 34-го армійського корпусу відзначається відмінно-ретельною службою та особливою працею, викликаною обставинами поточної війни, за що отримує державні нагороди.

## Нагороди
- Орден Святого Станіслава 3 ступеня (13 грудня 1916 року)[4];
- Орден Святого Станіслава 2 ступеня (7 січня 1917 року)[5].

## Зазначення
1. ↑  Державний архів Кіровоградської області, Екзаменаційний список осіб для вступу в 1-й клас в 1896 році. Фонд 499, опис.1, справа 504, C. 7 [Архівовано 30 листопада 2016 у Wayback Machine.](рос.)
2. ↑  Державний архів Кіровоградської області. Список учнів і сторонніх осіб, які витримали іспит зрілості в 1906 році. Ф. 499 опис 1 справа 582 С. 4 [Архівовано 30 листопада 2016 у Wayback Machine.](рос.)
3. ↑  Высочайшие приказы о чинах военных. 1913 г., 1 сентября — 31 декабря. Санкт-Петербург. 1913. С. 422 [Архівовано 15 березня 2017 у Wayback Machine.](рос. дореф.)
4. 1 2  Высочайшие приказы о чинах военных. 1916, 1 декабря — 31 декабря. Санкт-Петербург. 1916. С. 905 [Архівовано 30 червня 2017 у Wayback Machine.](рос. дореф.)
5. 1 2  Высочайшие приказы о чинах военных. 1917, 1 января — 15 января. — 1917. Санкт-Петербург. 1917. С. 297 [Архівовано 1 червня 2017 у Wayback Machine.](рос. дореф.)